# 미나미타마역
미나미타마역(일본어: 南多摩駅, みなみたまえき)은 일본 도쿄도 이나기시에 있는 동일본 여객철도(JR 동일본) 난부 선의 철도역이다.

## 역 구조
- 상대식 승강장 2면 2선의 지상역.
- 현재는 고가화 공사중이다.

### 타는 곳
| 1 | ■ 난부 선 | 후추혼마치, 부바이가와라, 다치카와 방면                 |
| 2 | ■ 난부 선 | 노보리토, 무사시미조노쿠치, 무사시코스기, 가와사키 방면 |

## 이용 상황
2008년도의 1일 평균 승차 인원수는 6,099명이었다.

## 역사
- 1927년 11월 1일 - 난부 철도 노보리토역 - 다이마루 정류소 간의 개통시에 다이마루 정류소(일본어: 大丸停留所, だいまるていりゅうじょ)가 개업. 현재의 미나미타마 역에서 약 300m 가와사키 쪽의 위치에 있었다.
- 1928년 12월 11일 - 다이마루 정류소 - 야시키부 역(현재의 부바이가와라 역) 간이 개통.
- 1931년 - 다이마루 정류소가 다마세이세키구치 정류소(일본어: 多摩聖蹟口停留所, たませいせきぐちていりゅうじょ)로 개칭.
- 1934년 10월 21일 - 미나미타마가와역(화물역, 일본어: 南多摩川駅, みなみたまがわえき)이 개업.
- 1939년 9월 14일 - 미나미타마가와 역이 다마세이세키구치 정류소와 병합하여 현재 지점에 이전. 미나미타마역으로 개칭.
- 1944년 4월 1일 - 난부 철도의 국유화에 의해 일본국유철도 난부 선의 역이 된다.
- 1956년 12월 1일 - 화물 취급을 폐지.
- 1987년 4월 1일 - 국철 분할 민영화에 의해 동일본 여객철도의 역이 된다.

## 미래
- 현재, 야노쿠치역 - 미나미타마 역 간의 고가화 공사가 사업중이다(야노쿠치 역 부근은 벌써 완성). 2011년도의 완성을 예정하고 있다. 완성 후는 섬식 승강장 1면 2선의 고가역이 될 예정이다.

## 인접한 역
| 동일본 여객철도 난부 선            | 동일본 여객철도 난부 선 | 동일본 여객철도 난부 선        |
| ---------------------------------- | ----------------------- | ------------------------------ |
| JN 18 이나기나가누마 가와사키 방면 | 난부 선                 | JN 20 후추혼마치 다치카와 방면 |